# Einzelfallgesetz
Ein Einzelfallgesetz oder Individualgesetz ist eine Rechtsnorm, die nicht generell-abstrakt, sondern nur auf eine Person oder einen einzigen Sachverhalt im Einzelfall anwendbar ist.

## Verfassungsrechtliche Beurteilung
Einzelfallgesetze, die ein Grundrecht einschränken, sind gem. Art. 19 Abs. 1 Satz 1 GG unzulässig. Aus dem allgemeinen Gleichheitssatz folgt insoweit ein absolutes Diskriminierungs- und Privilegierungsverbot (Verbot des Einzelfallgesetzes). Im Übrigen können Einzelfallgesetze als sachlich gerechtfertigte Sonderregelung (Singulargesetze) zulässig sein, wenn es nur einen zu regelnden Fall gibt und die Regelung dieses Sachverhalts von sachlichen Gründen getragen wird. Beispiele sind die sog. Platow-Amnestie mit dem Straffreiheitsgesetz von 1954 oder die Investitionsmaßnahmegesetze im Zusammenhang mit den Verkehrsprojekten Deutsche Einheit.

## Definition und Abgrenzung
Art. 19 Abs. 1 Satz 1 GG verbietet grundrechtseinschränkende Gesetze, die nicht allgemein sind, sondern nur für den Einzelfall gelten. Ein Gesetz ist allgemein, wenn sich wegen der abstrakten Fassung der gesetzlichen Tatbestände nicht absehen lässt, auf wie viele und welche Fälle das Gesetz Anwendung findet, wenn also nicht nur ein einmaliger Eintritt der vorgesehenen Rechtsfolgen möglich ist. Dass der Gesetzgeber eine Anzahl konkreter Fälle vor Augen hat, die er zum Anlass seiner Regelung nimmt, verleiht dieser nicht den Charakter eines Einzelfallgesetzes, wenn sie nach der Art der in Betracht kommenden Sachverhalte geeignet ist, unbestimmt viele weitere Fälle zu regeln. Die abstrakt-generelle Formulierung darf jedoch nicht zur Verschleierung einer einzelfallbezogenen Regelung verwendet werden.
Gesetze, zu deren Erlass ein Einzelfall Anlass gibt, dürfen sich auf in der Vergangenheit abgeschlossene Vorgänge beziehen und lediglich einen sachlich und persönlich eng beschränkten Bereich erfassen. Diese sog. Anlass- oder Maßnahmegesetze sind nach dem Grundgesetz nicht unzulässig. Sie unterliegen keiner strengeren verfassungsrechtlichen Prüfung als andere Gesetze. Der Begriff des Maßnahmegesetzes ist insoweit verfassungsrechtlich irrelevant.
Enteignungsgesetze sind keine grundrechtseinschränkenden Einzelfallgesetze im Sinne des Art. 19 Abs. 1 GG ein, sondern in Art. 14 Abs. 3 Satz 2 GG speziell geregelt. Die Enteignung durch Gesetz (Legalenteignung) ist jedoch gegenüber der Administrativenteignung nur in eng begrenzten Fällen zulässig.